# 이하타 쇼타로
이하타 쇼타로(일본어: 井畑 翔太郎, 1987년 2월 12일 ~ )는 일본의 전 축구 선수이다.

## 구단 경력
과거 로아소 구마모토에서 활동하였다.